# Concours international de quatuors à cordes de Bordeaux
Le Concours international de quatuors à cordes de Bordeaux est un concours international de musique dédié aux formations de quatuors à cordes. Créé en 1999, il se déroule tous les trois ans à Bordeaux.

## Historique
Héritier du Concours international de quatuor à cordes d'Évian, fondé dans les années 1970 sous les auspices de Mstislav Rostropovitch et qui s'est tenu entre 1976 et 1997, le Concours international de quatuors à cordes de Bordeaux connaît sa première édition en 1999, sous la direction d'Alain Meunier,,.
Le Concours, qui se déroule à Bordeaux, est dans un premier temps biennal, avant de devenir triennal à compter de 2010.
Depuis 2021, le Quatuor Modigliani assure la direction artistique de l'événement au sein du festival annuel de quatuors à cordes « Vibre ! »,.

## Lauréats
Depuis l'origine, sont lauréats :
- 1999 :
  - 1er Grand prix : Quatuor Belcea
  - 2e prix : Vega Quartet (ex Harid)
- 2001[7] :
  - 1er Grand prix : Quatuor Psophos
  - 2e prix : non décerné
- 2003 :
  - 1er Grand prix : non décerné
  - 2e prix : Quatuor Ébène et Quatuor Aviv
- 2005 :
  - 1er Grand prix : Parker Quartet (en)
  - prix de la presse : Quatuor Ardeo
- 2007 :
  - 1er Grand prix : Atrium String Quartet (en)
  - prix de la presse : Cuarteto Quiroga
- 2010[8] :
  - 1er Grand prix : Zemlinsky Quartet
  - prix de la presse : Quatuor Zaïde
- 2013 :
  - 1er Grand prix : Schumann Quartett (de)
  - 2e prix : Quatuor Ellipse

- 2016[9],[10] :
  - 1er Grand prix : Quatuor Akilone
  - 2e prix : Mettis Quartet
- 2019 :
  - 1er Grand prix : Marmen Quartet (en) et Simply Quartet
  - prix spécial Adami : Callisto Quartet
- 2022[11] :
  - 1er Grand prix : Leonkoro Quartet (en)
  - 2e prix : Chaos String Quartet
  - 3e prix : Barbican Quartet
- 2025[12] :
  - 1er Grand prix : Quatuor Opus13
  - 2e prix : Terra String Quartet
  - 3e prix : Arete Quartet